# Обрядоначальник
Обрядонача́льник — офіцерська посада в масонській ложі. Обрядоначальник здійснює всі переміщення братів у ложі.

## Обов'язки
Обрядоначальник бере участь в обряді як оголошувальник або проводить усі дії в масонській ложі. Він відповідальний за початок робіт у ложі та за їхнє закінчення. Він зустрічає й перевіряє масонів, членів і гостей ложі й приводить їх до місця в ложі, яке належить їм відповідно до їхнього ступеню або посади у великій ложі. Обрядоначальник відповідає за всі переміщення в ложі до формального закінчення проведення ритуалів. Усі свої дії він здійснює за наказом високоповажного майстра ложі. Крім цього, обрядоначальник має право на пересування без окремого дозволу в ложі, коли супроводжує братів до виходу, які з тієї чи іншої причини повинні обрядово покинути свої місця.

## Місцеперебування в ложі
Його місцеперебування в ложі або біля входу в храм або на південному сході ложі, неподалік від високоповажного майстра.

## Історія появи посади
Назва посади обрядоначальника з'явилася недавно та, ймовірно, походить з устрою французького масонства Луї де Бурбон-Конде, графа Клермону.

## Книжництво
- Allgemeines Handbuch der Freimaurerei. Dritte, völlig umgearbeitete und mit den neuen wissenschaftlichen Forschungen im Einklang gebrachte Auflage von Lennings Encyklopädie der Freimaurerei, Verein deutscher Freimaurer, Leipzig. Max Hesse's Verlag, 1900. 2. Band, S. 125, Lemma Ordner.